# Frenchy Belanger
Frenchy Belanger est un boxeur canadien né le 4 décembre 1906 à Toronto et mort le 27 mai 1969.

## Carrière
Passé professionnel en 1924, il remporte le titre vacant de champion du monde des poids mouches de la NBA (National Boxing Association) le 19 décembre 1927 en battant aux points Ernie Jarvis. Belanger est en revanche battu dès le combat suivant par Frankie Genaro le 6 février 1928. Il perd également deux autres combats de championnat contre Genaro et un troisième contre Corporal Izzy Schwartz. Il met un terme à sa carrière de boxeur en 1932 sur un bilan de 40 victoires, 20 défaites et 10 matchs nuls.